# Мубандан
Мубандан (перс. موبندان) — село в Ірані, у дегестані Дівшал, у Центральному бахші, шагрестані Лянґаруд остану Ґілян. За даними перепису 2006 року, його населення становило 426 осіб, що проживали у складі 128 сімей.

## Клімат
Середня річна температура становить 14,96 °C, середня максимальна – 28,59 °C, а середня мінімальна – 1,00 °C. Середня річна кількість опадів – 1146 мм.
| Клімат поселення                              | Клімат поселення | Клімат поселення | Клімат поселення | Клімат поселення | Клімат поселення | Клімат поселення | Клімат поселення | Клімат поселення | Клімат поселення | Клімат поселення | Клімат поселення | Клімат поселення | Клімат поселення |
| Показник                                      | Січ.             | Лют.             | Бер.             | Квіт.            | Трав.            | Черв.            | Лип.             | Серп.            | Вер.             | Жовт.            | Лист.            | Груд.            |                  |
| Середній максимум, °C                         | 9,59             | 9,74             | 12,20            | 17,87            | 21,94            | 25,78            | 28,59            | 28,40            | 25,62            | 21,18            | 16,52            | 12,41            |                  |
| Середня температура, °C                       | 5,31             | 5,44             | 7,92             | 13,59            | 17,63            | 21,50            | 24,50            | 24,30            | 21,51            | 17,08            | 12,44            | 8,31             |                  |
| Середній мінімум, °C                          | 1,00             | 1,17             | 3,63             | 9,29             | 13,34            | 17,20            | 20,40            | 20,20            | 17,43            | 12,99            | 8,34             | 4,20             |                  |
| Норма опадів, мм                              | 103              | 88               | 84               | 44               | 45               | 34               | 33               | 61               | 138              | 217              | 168              | 131              |                  |
| Середньомісячна швидкість вітру, м/с          | 2.40             | 2.50             | 2.50             | 2.39             | 2.40             | 2.64             | 2.63             | 2.30             | 2.13             | 2.08             | 2.04             | 2.23             |                  |
| Середньомісячна сонячна радіація, кДж/м²·день | 7089             | 9127             | 11043            | 15368            | 19578            | 21488            | 21998            | 18445            | 15064            | 10829            | 8634             | 6725             |                  |
| --------------------------------------------- | ---------------- | ---------------- | ---------------- | ---------------- | ---------------- | ---------------- | ---------------- | ---------------- | ---------------- | ---------------- | ---------------- | ---------------- | ---------------- |
| Джерело:                                      |                  |                  |                  |                  |                  |                  |                  |                  |                  |                  |                  |                  |                  |